# Ochotonophila eglandulosa
Ochotonophila eglandulosa är en nejlikväxtart som beskrevs av Ian Charleson Hedge och Wendelbo. Ochotonophila eglandulosa ingår i släktet Ochotonophila och familjen nejlikväxter. Inga underarter finns listade i Catalogue of Life.